# PDCD1LG2
PDCD1LG2 (англ. Programmed cell death 1 ligand 2) – білок, який кодується однойменним геном, розташованим у людей на короткому плечі 9-ї хромосоми. Довжина поліпептидного ланцюга білка становить 273 амінокислот, а молекулярна маса — 30 957.
| 10         |  | 20         |  | 30         |  | 40         |  | 50         |
| ---------- |  | ---------- |  | ---------- |  | ---------- |  | ---------- |
| MIFLLLMLSL |  | ELQLHQIAAL |  | FTVTVPKELY |  | IIEHGSNVTL |  | ECNFDTGSHV |
| NLGAITASLQ |  | KVENDTSPHR |  | ERATLLEEQL |  | PLGKASFHIP |  | QVQVRDEGQY |
| QCIIIYGVAW |  | DYKYLTLKVK |  | ASYRKINTHI |  | LKVPETDEVE |  | LTCQATGYPL |
| AEVSWPNVSV |  | PANTSHSRTP |  | EGLYQVTSVL |  | RLKPPPGRNF |  | SCVFWNTHVR |
| ELTLASIDLQ |  | SQMEPRTHPT |  | WLLHIFIPFC |  | IIAFIFIATV |  | IALRKQLCQK |
| LYSSKDTTKR |  | PVTTTKREVN |  | SAI        |  |            |  |            |

A: Аланін

C: Цистеїн

D: Аспарагінова кислота

E: Глутамінова кислота

F: Фенілаланін

G: Гліцин

H: Гістидин

I: Ізолейцин

K: Лізин

L: Лейцин

M: Метіонін

N: Аспарагін

P: Пролін

Q: Глутамін

R: Аргінін

S: Серин

T: Треонін

V: Валін

W: Триптофан

Кодований геном білок за функцією належить до рецепторів. 
Задіяний у такому біологічному процесі, як альтернативний сплайсинг. 
Локалізований у клітинній мембрані, мембрані.
Також секретований назовні.